# Marcus Popplow
Marcus Popplow (* im 20. Jahrhundert) ist Professor für Geschichte (mit Schwerpunkt Technikgeschichte) und Leiter des Departments für Geschichte am Karlsruher Institut für Technologie (KIT).

## Leben und Wirken
1987–1992 studierte Marcus Popplow Geschichte und Germanistik an den Universitäten Heidelberg und Bremen. Er schloss sein Studium 1992 mit einer Magisterarbeit zum mittelalterlichen Maschinenbegriff ab, die mit dem Rudolf-Kellermann-Preis für Technikgeschichte ausgezeichnet wurde. 1997 promovierte er an der Universität Bremen. Als Postdoc-Stipendiat (1997–2001) und später als wissenschaftlicher Mitarbeiter (2001–2002) arbeitete er am Max-Planck-Institut für Wissenschaftsgeschichte in Berlin-Dahlem. Weitere Stationen als Wissenschaftlicher Mitarbeiter folgten an der BTU Cottbus (2002–2005), am Lehrstuhl für Geschichte der Naturwissenschaften und Technik der Universität Stuttgart (2009) sowie am Lehrstuhl für Wirtschafts-, Sozial- und Umweltgeschichte der Universität Salzburg (2011–2012).
2012–2013 war Popplow Gastprofessor am Fachbereich Geschichte der Universität Salzburg. 2013 wurde seine Monografie „Technik im Mittelalter“ mit dem Conrad-Matschoß-Preis für Technikgeschichte des VDI ausgezeichnet. Nach einer Vertretungsprofessur am Lehrstuhl für Geschichte der Frühen Neuzeit an der Universität Augsburg leitete er 2014–2016 auf der Professur für Technikgeschichte das gleichnamige Fachgebiet am Institut für Philosophie, Literatur-, Wissenschafts- und Technikgeschichte der TU Berlin.
2016 nahm Popplow den Ruf auf eine Professur für Geschichte mit Schwerpunkt Technikgeschichte am Karlsruher Institut für Technologie (KIT) an. Er ist stellvertretender Vorstandsvorsitzender der Gesellschaft für Technikgeschichte und Mitglied der Wissenschaftlichen Leitung der Fachzeitschrift Technikgeschichte.

## Forschungsschwerpunkte
- Historische Technikzukünfte
- Technikgeschichte der europäischen Vormoderne und Moderne
- Transport- und Mobilitätsgeschichte
- Wissensgeschichte der Technik
- Geschichte des Ingenieurberufes
- Historische Diskurse über Technik
- Technikgeschichte in Lehre und Öffentlichkeit

## Buchveröffentlichungen
- Neu, nützlich und erfindungsreich. Die Idealisierung von Technik in der frühen Neuzeit. Zugl. Bremen, Univ., veränd. Diss.  1997. (Cottbuser Studien zur Geschichte von Technik, Arbeit und Umwelt; Bd. 5), Waxmann Verlag, Münster 1998. ISBN 3-89325-604-0.
- Motor ohne Lobby? Medienereignis Wankelmotor 1959–1989. (Technik + Arbeit 11. Schriften des TECHNOSEUM Landesmuseum für Technik und Arbeit in Mannheim.) Verlag Regionalkultur, Ubstadt-Weiher 2003. ISBN 3-89735-203-6.
- (Hrsg., mit Torsten Meyer): Technik, Arbeit und Umwelt in der Geschichte. Günter Bayerl zum 60. Geburtstag, Waxmann Verlag, Münster/New York 2006. ISBN 3-8309-1685-X.
- (Hrsg., mit Frieder Hepp, Richard Leiner, Rüdiger Mach) Magische Maschinen. Salomon de Caus’ Erfindungen für den Heidelberger Schlossgarten, 1614–1619, Neustadt a.d. Weinstraße (Pollichia) 2008. ISBN 978-3-925754-53-1.
- (Hrsg.) Landschaften agrarisch-ökonomischen Wissens. Strategien innovativer Ressourcennutzung in Zeitschriften und Sozietäten des 18. Jahrhunderts, (= Cottbuser Studien zur Geschichte von Technik, *Arbeit und Umwelt 30), Waxmann Verlag, Münster/New York 2010. ISBN 978-3-8309-1904-9.
- Felix Wankel. Mehr als ein Erfinderleben. Sutton Verlag, Erfurt 2011. ISBN 978-3-86680-763-1.
- (Hg., mit Dagmar Schäfer): Globalisierung, Kulturvergleich und Kulturkontakt als Herausforderung für die Technikgeschichte. (= Technikgeschichte 80(2013), Heft 1).
- (Hrsg., mit Kurt Möser, Elke Uhl): Auto. Kultur. Geschichte (= IZKT Materialien 11), Stuttgart (IZKT) 2013.
- (Hrsg.) Technik- und Wissenschaftsgeschichte in der universitären Lehre. Formate, Adressaten, Konzepte (= Technikdiskurse. Karlsruher Studien zur Technikgeschichte 15), Karlsruhe (KIT Scientific Publishing) 2019. ISBN  978-3-7315-0902-8.
- Technik im Mittelalter (= C. H. Beck Wissen, bsr 2482), C. H. Beck, München 2010, ISBN 978-3-406-58782-5. 2. Aufl. 2020. ISBN 978-3-406-74046-6.